# Herbert Reiher
Herbert Walter Reiher (* 19. Februar 1909 in Greiz; † 7. November 1981 in Weimar) war ein deutscher Künstler.

## Leben

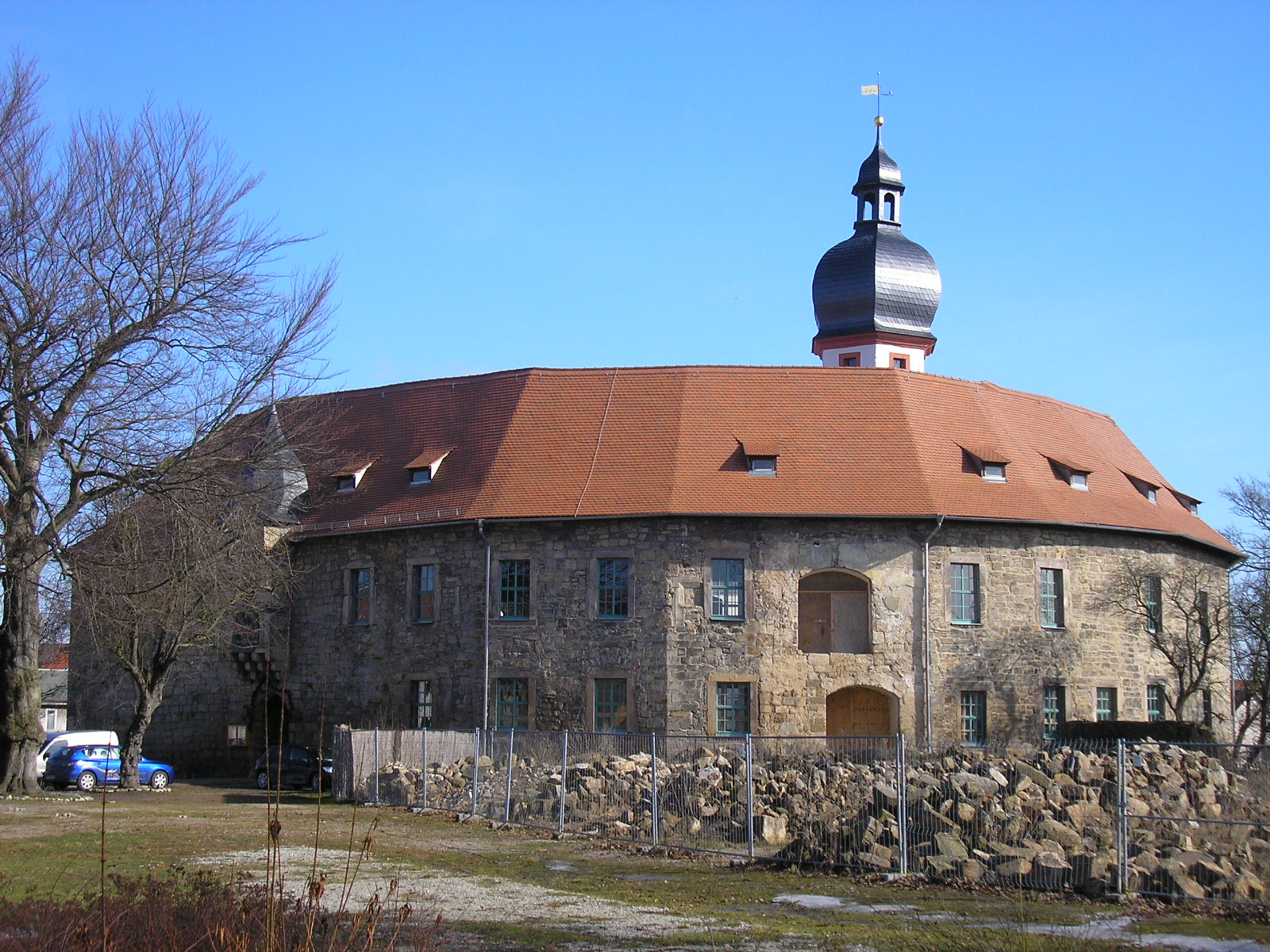
Schloss Blankenhain, Dienstsitz von Herbert Reiher von 1943 bis 1945

Reiher war der Sohn eines Fleischers und Gastwirtschaftsbesitzers in der reußischen Residenzstadt Greiz. 1932 nahm er ein Studium an der Staatlichen Kunsthochschule in Berlin auf und war ab 1934 als Kunsterzieher in Greifswald und dann in Stettin tätig. Am 16. August 1937 beantragte er die Aufnahme in die NSDAP und wurde rückwirkend zum 1. Mai desselben Jahres aufgenommen (Mitgliedsnummer 5.905.091). Nachdem gegen Jahresende 1940 die Befehlsstelle Norwegen der Reichsjugendführung eingerichtet worden war, wurde Herbert Reiher zum Landesjugendführer der Hitler-Jugend in Norwegen ernannt und bezog in Oslo seinen Dienstsitz. Im August 1943 kehrte er in das Deutsche Reich zurück, um in Blankenhain die Leitung der Adolf-Hitler-Schule zu übernehmen. Diese Schule war ein Internat, das einer Nationalpolitischen Erziehungsanstalt („Napola“) ähnelte und zu den nationalsozialistischen Ausleseschulen zählte. Zu Hitlers Geburtstag 1944 wurde Herbert Reiher zum Hauptgeschäftsführer befördert.
1944 veröffentlichte Hubert Reiher in hoher Auflage den Band Norwegische Stabkirchen mit opulentem Abbildungsapparat bei der Hauptabteilung Volksaufklärung und Propaganda beim Reichskommissar für die besetzten norwegischen Gebiete, bei der er besonders die germanischen Wurzeln dieser Bauten hervorhob. Diese Veröffentlichung war von der Sache als Erinnerung der deutschen Soldaten an ihre Dienstzeit in Norwegen angelegt. 1938 publizierte die wichtige Zeitschrift für Kunstpädagogik Kunst und Jugend sein Essay Das Naturstudium im Zeichenunterricht.
Nach Ende des Zweiten Weltkrieges war Reiher erneut als Kunsterzieher tätig. Er arbeitete in Erfurt und in Weimar. Von 1954 bis zum Erreichen der Altersgrenze 1974 war Herbert Reiher Dozent für Kunsterziehung in Greifswald, Berlin, Weimar und Erfurt und Mitglied des Verbandes Bildender Künstler der DDR.
2014 schenkte sein Sohn Prof. Horst Reiher der Stadt Greiz rund 250 der Zeichnungen und Gemälde seines Vaters.

## Werkbeispiele
- Fischerboote (Aquarell, 1952)[4]
- Dekorative Gestaltung von Außenwänden an Kindergärten in Sömmerda und Weimar (Silikatmalerei, 1973)

## Ausstellungen (unvollständig)

### Ausstellungsbeteiligungen
- 1948: Weimar, Schloss („Künstler schaffen. 1945–1948“)

- 1974: Weimar, Galerie im Schloss („Kunst für uns“)
- 1975 und 1979: Erfurt, Bezirkskunstausstellungen

### Postume Einzelausstellung
- 2019: Greiz, Oberes Schloss ("Landschaften - Stationen eines Lebens")[5]